# Operació de les Nacions Unides per al Restabliment de la Confiança a Croàcia
La Operació de les Nacions Unides per al Restabliment de la Confiança a Croàcia (UNCRO) va ser una missió multinacional de manteniment de la pau desplegada a Croàcia entre març 1995 i gener de 1996. La missió va ser creada amb l'aprovació de la resolució 981 del Consell de Seguretat de les Nacions Unides del 31 de març de 1995.
La UNCRO va reemplaçar a la Força de Protecció de les Nacions Unides en territori croat. Els objectius establerts pel mandat inicial van incloure: exercir les funcions establertes pels acords d'alto-el-foc del 29 de març de 1994; cooperar en l'aplicació de l'acord econòmic; ajudar en l'aplicació de les resolucions del Consell de Seguretat; la supervisió de l'encreuament de personal, armes i equipaments a les fronteres de Croàcia amb Bòsnia i Hercegovina i Iugoslàvia; ajudar a prestar ajuda humanitària a Bòsnia i Hercegovina a través de territori croat; i supervisar la desmilitarització de la península de Prevlaka.
El Consell de Seguretat va considerar que era necessària la creació de la ONURC per ajudar a crear la situació política idònia que conduís a la integració territorial de Croàcia en el context regional després de la seva Guerra d'Independència.
La seu de la ONURC es va establir a Zagreb. El contingent de la missió el novembre de 1995 era de 6581 soldats, 194 observadors militars i 296 policies; complementats per personal civil de les Nacions Unides d'origen local i internacional. Les forces militars van estar desplegades a Eslavònia Occidental (sota control serbi), Krajina i a Eslavònia Oriental. Va haver-hi a més observadors militars desplegats en la península de Prevlaka que van ser reemplaçats posteriorment per efectius de la Missió d'Observadors de les Nacions Unides a Prevlaka. En els mesos que va durar l'operació va haver-hi 16 baixes militars.

## Antecedents
En 1990, després de la derrota electoral del règim comunista a Croàcia, les tensions ètniques van empitjorar. Després de les eleccions, l'Exèrcit Popular Iugoslau (Jugoslovenska narodna armija, JNA) va confiscar les armes de les Forces de Defensa Territorial (Teritorijalna obrana, TO) per minimitzar qualsevol resistència. El 17 d'agost de 1990, les tensions van augmentar amb una revolta oberta dels serbis de Croàcia, centrats en les zones predominantment sèrbies del rerepaís de Dalmàcia al voltant de Knin, i parts de les regions Lika, Kordun, Banovina i Croàcia oriental. La República Sèrbia de Krajina (RSK), més tard establerta en aquestes zones, va declarar la seva intenció d'integrar-se amb Sèrbia i va ser vist pel Govern de Croàcia com una regió secessionista. El JNA va impedir la intervenció de la policia croata. Pel març de 1991 el conflicte havia escalat en la guerra de la independència croata. Al juny Croàcia va declarar la independència quan es va desintegrar Iugoslàvia, però l'aplicació de la decisió es va ajornar fins al 8 d'octubre per una moratòria de tres mesos. Va començar una campanya de neteja ètnica a la RSK; la majoria dels no serbis van ser expulsats a principis de 1993.
A mesura que el JNA donava suport cada vegada més a la RSK, la policia croata no podia fer front a la situació. Al maig de 1991, es va formar la Guàrdia Nacional Croata (Zbor narodne garde, ZNG) amb l'exèrcit a Croàcia i fou reanomenada Exèrcit Croat (Hrvatska vojska, HV) en novembre. Des de setembre de 1991 es van produir els combats més ferotges de la guerra, culminant a la batalla de les Casernes, el setge de Dubrovnik, i la batalla de Vukovar. En gener de 1992 es va signar un acord d'alto el foc L'acord per implementar el pla Vance entre representants de Croàcia, el JNA i l'ONU, i va aturar la lluita. El Pla Vance va ser dissenyat per aturar les hostilitats a Croàcia i permetre les negociacions neutralitzant qualsevol influència causada per la lluita, però no va oferir cap solució política prèvia. El pla va implicar el desplegament de la Força de Protecció de les Nacions Unides (UNPROFOR) de 10.000 persones a les principals àrees de conflicte conegudes com a "Àrees Protegides de les Nacions Unides" (UNPA). UNPROFOR va ser l'encarregada de crear una memòria intermèdia entre els bel·ligerants, desarmant elements serbocroats de la TO, supervisant la retirada del JNA i l'HV de les UNPA i el retorn dels refugiats a la zona. La Resolució 743 del Consell de Seguretat de les Nacions Unides de 21 de febrer de 1992 va descriure el fonament jurídic de la missió de les Nacions Unides que havia estat sol·licitada i acordada al novembre de 1991, i no va fer cap referència explícita als Capítols VI o VII. Només una referència al Capítol VII hauria permès a la força de manteniment de la pau imposar el seu mandat independentment del nivell de cooperació dels bel·ligerants.
A causa de problemes organitzatius i incompliments de l'acord d'alto el foc, la UNPROFOR no va començar a implementar-se fins al 8 de març i va trigar dos mesos a implementar-se completament a les UNPA. Tot i que la UNPROFOR havia disposat la major part de les armes pesants de l'Exèrcit de la República Sèrbia de Krajina (ARSK) en un magatzem controlat conjuntament per l'ONU i la RSK abans de gener de 1993, la força no va poder complir totes les disposicions del pla Vance, inclòs el desarmament de l'ARSK, el retorn dels refugiats, la restauració de l'autoritat civil i l'establiment d'una policia ètnicament integrada. Tampoc va poder eliminar les forces de l'ARSK de les zones fora de les UNPA designades que estaven sota el control de l'ARSK en el moment en què es va signar l'alto el foc. Se suposava que a aquestes àrees, més tard conegudes com a "zones de color rosa", s'hi restauraria el control croat des del principi. La manca d'implementar aquest aspecte del pla Vance va fer que les zones roses constituïssin una font important de contenció entre Croàcia i la RSK. En 1993, preocupada perquè la situació sobre el terreny podria arribar a ser permanent, Croàcia va llançar diverses ofensives militars a petita escala contra la RSK per assolir objectius locals significatius i atreure l'atenció internacional. Com a resposta, l'ARSK va recuperar les seves armes dels llocs d'emmagatzematge controlats per l'ONU/RSK, i va revertir l'únic èxit de la UNPROFOR a Croàcia.

## Transició d'UNPROFOR a UNCRO
El mandat de la UNPROFOR es va estendre diverses vegades, en increments de fins a sis mesos, amb el consentiment del govern de Croàcia. Això va canviar a principis de 1995, quan el president croat Franjo Tuđman va escriure al Secretari General de les Nacions Unides informant-li que Croàcia no acceptaria noves ampliacions de la missió un cop que acabés el 31 de març i demanant que la UNPROFOR sortís de Croàcia a final de juny. En aquella època, es va establir la pràctica de l'ONU de demanar el consentiment del país on es desplegava el manteniment de la pau, i la carta exigia efectivament que UNPROFOR es retirés completament de Croàcia. Aquesta acció també requeriria l'abolició de les UNPA, que havien estat identificades com a parts integrals de Croàcia per la Resolució 815 del Consell de Seguretat de les Nacions Unides de 30 de març de 1993. Dos dies més tard, el secretari general va informar al Consell de Seguretat de les Nacions Unides (UNSC) que la UNPROFOR no podria implementar elements importants del pla Vance, imposar un alto el foc o protegir els seus propis vehicles contra els segrestos a les UNPAs.
El 31 de gener l'ambaixador dels Estats Units Peter Galbraith va intentar infructuosament persuadir l'ajudant de Tuđman Hrvoje Šarinić a acceptar una altra extensió del mandat de la UNPROFOR, explicant que el conflicte augmentaria inevitablement un cop que la força de l'ONU es retirés. Aquest rebuig va ser seguit per dures respostes diplomàtiques franceses i britàniques demanant a l'ONU que ignorés la decisió de Croàcia, el que va provocar que Tuđman descartés qualsevol extensió del mandat. El Secretari d'Estat Adjunt per a Afers Europeus i Euroasiàtics, Richard Holbrooke, es va trobar amb Tuđman i li va suggerir que si UNPROFOR estigués autoritzada a romandre, Croàcia podria comptar amb la integració a la Unió Europea i a l'OTAN. Com a sortida a la fila diplomàtica, Holbrooke va proposar que la UNPROFOR fos reemplaçada per una nova missió utilitzant el mateix personal i estructura organitzativa. Seguint l'acord croat, el Consell va adoptar la Resolució 981 que establia l'Operació de Restauració de Confiança de les Nacions Unides a Croàcia (UNCRO), que substituïa a la UNPROFOR al país. El nou nom de la missió va ser creat pel subsecretari general de les Nacions Unides, Shashi Tharoor.

## Missió

### Mandat i funcions
La missió de la UNCRO es va establir en el capítol VII de la Carta de les Nacions Unides. Inicialment estava previst que finalitzés el 30 de novembre de 1995, i el seu mandat era donar suport a la implementació d'un alto el foc acordat per Croàcia i la RSK el 29 de març de 1994, així com un acord de cooperació econòmica realitzat el 2 de desembre de 1994. Les primeres àrees de control implicades entre les posicions avançades de HV i ARSK, verificant que determinats tipus d'armes pesants eren almenys 10 o 20 km lluny de les posicions militars avançades o posades a l'emmagatzematge, manteniment de punts de control, presidint comissions mixtes i rendiment de les funcions d'enllaç. Les funcions econòmiques eren donar suport a la negociació i la implementació de més arranjaments econòmics i facilitar i donar suport a activitats encaminades a obrir rutes de transport i xarxes de subministrament d'energia i aigua.
També es va encomanar a l'UNCRO el lliurament de l'ajuda humanitària i el control, el seguiment i informar de qualsevol transport de personal militar, subministraments, equipament o armes a través dels punts de control fronterers amb personal de la UNCRO entre les parts de Croàcia controlades per RSK i Bòsnia i Hercegovina o de la República Federal de Iugoslàvia de l'altra. Hi havia 25 punts de control fronterers controlats per la UNCRO. El mandat també va dirigir l'UNCRO a controlar la desmilitarització de la Península de Prevlaka a l'entrada de la badia de Kotor, d'acord amb la Resolució 779. El desplegament de l'UNCRO va ser formalment aprovada pel Consell el 28 d'abril. La missió es va reduir a juny a 8.750 tropes de la força més gran de la UNPROFOR al país.
L'UNCRO va ser criticada per diverses raons. L'informe del Secretari General al Consell va descriure els fracassos de la UNPROFOR, però la nova missió no els va tractar. No hi havia prou tropes, havien estat reduïdes dels nivells de la UNPROFOR pel nou mandat de missió, i els recursos humans i materials eren inadequats per dur a terme les tasques de la missió. Com a resultat, el compliment del mandat de la missió era gairebé impossible. Mentre fonts croates van dir que el nom de la missió era l'única diferència real de la UNPROFOR, les autoritats de la RSK no estaven satisfetes amb la missió de la UNCRO. Concretament, la RSK es va oposar al desplegament de tropes de la UNCRO a les fronteres internacionals i al nom de la missió. Al contrari, els croats es van mostrar satisfets amb l'acrònim de la missió semblava ser una abreviatura de Croàcia. En resposta, les tropes txeques de la UNCRO van utilitzar plaques de vehicles amb les sigles de la nova missió quan operaven en territoris controlats per HV i plaques de la UNPROFOR a les zones controlads per l'ARSK per motius de seguretat.
| Resolució | Data             | Notes                                                |
| --------- | ---------------- | ---------------------------------------------------- |
| 981       | 31 març 1995     | Establiment de l'UNCRO                               |
| 990       | 28 abril 1995    | Desplegament de l'UNCRO                              |
| 994       | 17 maig 1995     | Implementació de l'UNCRO després de l'Operació Flaix |
| 1025      | 30 novembre 1995 | Terminació d'UNCRO                                   |

### Ordre de batalla
L'UNCRO va ser comandada des de la Seu de la Força de Pau de l'ONU (UNPF-HQ) establerta a Zagreb. UNPF-HQ controlava UNCRO, la Força de Desplegament Preventiu de les Nacions Unides (UNPREDEP) a la República de Macedònia (avui, Macedònia del Nord) i UNPROFOR, que es va limitar a Bòsnia i Hercegovina des de la fi de març. El comandant de la UNPF-HQ va ser el tinent general francès Bernard Janvier. Pel juliol el diplomàtic sud-coreà Byung Suk Min va ser anomenat com a cap de la UNCRO, amb Major General Eid Kamal Al-Rodan de Exèrcit de Jordània com a comandant militar de la missió. Després d'Al-Rodan, el càrrec fou ocupat pel tinent general canadenc Raymond Crabbe. UNCRO es va desplegar inicialment a les mateixes parts de Croàcia que la UNPROFOR, tot i que els documents contemporanis del Consell ja no se'n referien com les UNPA -aplicant les designacions del Sector Orient, Occident, Nord i Sud, o "àrees sota el control de les autoritats sèrbies locals". Un grup de fonts es refereix a les àrees de desplegament de l'UNCRO com a UNPA, altres reflecteixen la pràctica del UNSC i omet les sigles, mentre que altres es refereixen a les àrees com a "antigues UNPA".
Tropes de l'Argentina, Bèlgica, Canadà, República Txeca, Dinamarca, Finlàndia, França, Alemanya, Indonèsia, Jordània, Kenya, Nepal, Països Baixos, Noruega, Polònia, Rússia, Eslovàquia, Suècia, Ucraïna i els Estats Units van contribuir a la missió. Quan UNCRO va substituir UNPROFOR a Croàcia el març de 1995, hi havia 15.229 tropes de l'ONU inclòs el personal de la UNPF-HQ a Croàcia. A mitjans de novembre, la missió s'havia reduït a 7.041 persones, inclosos 164 Observadors militars i 296 policies de l'ONU (UNCIVPOL).
| Desplegament       | Component        | Personal (Novembre 1995) | Personal (Març 1995) | Notes |
| ------------------ | ---------------- | ------------------------ | -------------------- | --- |
| Caserna            | Caserna          | 336                      | 404                  | Inclou 39 UNMO i 26 personal UNCIVPOL (novembre); Situada a Zagreb |
| Garrison command   | Garrison command | 26                       | 404                  | Inclou 19 personal UNIVPOL (novembre); Situada a Zagreb |
| Garrison command   | Garrison command | 14                       | 404                  | Inclou 4 UNCIVPOL (novembre); Situada a Split |
| Garrison command   | Garrison command | 6                        | 404                  | Situada a Ploče |
| Sector Est         | Bèlgica          | 693                      | 769                  | Infantry |
| Sector Est         | Rússia           | 912                      | 856                  | Infantry |
| Sector Est         | Eslovàquia       | 590                      | 567                  | Engineer battalion (support unit, deployed to the Sector East) |
| Sector Est         | UNMO             | 48                       |                      | |
| Sector Est         | UNCIVPOL         | 16                       |                      | |
| Former Sector Nord | Dinamarca        | 119                      | 953                  | Infantry |
| Former Sector Nord | Polònia          | 461                      | 1,141                | Infantry |
| Former Sector Nord | Ucraïna          | 5                        | 555                  | Infantry |
| Former Sector Nord | Jordània         | 6                        | see note             | Infanteria; Jordània va desplegar 3,283 tropes a múltiples sectors a Croàcia el març de 1995 |
| Former Sector Nord | UNMO             | 31                       |                      | |
| Former Sector Nord | UNCIVPOL         | 61                       |                      | |
| Antic Sector Sud   | Canadà           | 9                        | 1,218                | Operació Harmonia; 2n Batallçó del Royal 22nd Regiment, substituït pel 1r Batalló de The Royal Canadian Regiment a mitjans d’abril de 1995; Desplogat al Sector Sud; Deplosplegat formalment el 17 d’octubre de 1995 |
| Antic Sector Sud   | Txèquia          | 523                      | 957                  | 2nd Batalló de Pacificadors de la República Txeca; augmentat a 130 tropes a mitjans de gener de 1996; Comandat pel tinent coronel Ľudovít Cirok                                                                      |
| Antic Sector Sud   | Kenya            | 2                        | 974                  | Batalló d'infanteria desplegat amb UNPROFOR sortit i reemplaçat per observadors militars |
| Antic Sector Sud   | Jordània         | 6                        | see note             | Infanteria; Jordània va desplegar 3.283 tropes a diversos sectors a Croàcia el març de 1995 |
| Antic Sector Sud   | UNMO             | 34                       |                      | |
| Antic Sector Sud   | UNCIVPOL         | 71                       |                      | |
| Antic Sector Oest  | Nepal            | 165                      | 898                  | Infanteria |
| Antic Sector Oest  | Argentina        | 0                        | 862                  | Infanteria |
| Antic Sector Oest  | Jordània         | 0                        | vegeu nota           | Infantry; Jordània va desplegar 3.283 tropes a diversos sectors a Croàcia el març de 1995, inclòs el Sector Oest |
| Antic Sector Oest  | UNMO             | 12                       |                      | |
| Antic Sector Oest  | UNCIVPOL         | 99                       |                      | |
| Support units      | Canadà           | 450                      | 0                    | Designat com a unitat de suport el novembre de 1995, desplegat al Sector Sud al març de 1995 |
| Support units      | Dinamarca        | 11                       | ?                    | Contingent logístic; el contingent de març de 1995 inclou el desplegament al Sector Nord |
| Support units      | França           | 828                      | 843                  | Batalló logístic |
| Support units      | Finlàndia        | 39                       | 43                   | Guàrdia finesa del HQ |
| Support units      | Indonèsia        | 236                      | 220                  | Batalló mèdic |
| Support units      | Països Baixos    | 78                       | 148                  | Base logístic |
| Support units      | Noruega          | 114                      | 111                  | Unitat de control de moviments |
| Support units      | Suècia           | 100                      | 128                  | Companyia d’estat major |
| Support units      | Estats Units     | 361                      | 299                  | Hospital de campanya, situat a Zagreb; Part de l’Operació Proporcionar Promisa |
| Support units      | Ucraïna          | 60                       | 555                  | Unitat d’helicòpters |
| Support units      | Alemanya         | 519                      | 0                    | Hospital de campanya, situat a Trogir de suport a UNPROFOR a Bòsnia i Hercegovina |
| TOTAL              | TOTAL            | 7,041                    | 15,229               | |

### Resposta a les ofensives croates
L'1 de maig, HV va llançar l'Operació Flaix i va sobrepassar la part del sector Oest de l'ARSK en pocs dies. Šarinić va advertir a Crabbe de les hores d'atac amb antelació per permetre que les tropes de la UNCRO busquessin refugi. Les autoritats de RSK van dir que algunes unitats ARSK no podien treure armes antitanc dels dipòsits de la UNCRO a Stara Gradiška i vora Pakrac fins que es va iniciar l'ofensiva. Aquestes armes havien estat emmagatzemades en virtut d'acord d'alto el foc de març de 1994. No obstant això, la UNCRO no va impedir que les tropes ARSK recuperessin les armes. Durant la lluita, les tropes de l'ARSK van prendre 15 membres de la UNCIVPOL, dos intèrprets i 89 tropes nepaleses i argentines com a ostatges com a escuts humans contra l'HV. Les tropes de HV van segrestar un operador de personal blindat de la UNCRO i un Land Rover per precedir els tancs d'HV que es movien a l'oest per l'autopista A3. El 3 de maig, el batalló argentí de la UNCRO va facilitar la rendició de 600 tropes de l'ARSK prop de Pakrac, després d'un acord aconseguit entre Croàcia i la RSK, que va ser intervingut per Yasushi Akashi, el Representant personal del secretari general de l'ONU. Durant l'Operació Flaix, tres tropes jordanes de la UNCRO van ser ferides per foc de l'HV. L'ofensiva va deixar clar que el desplegament de la UNCRO no detindria més ofensives croates.
El 4 d'agost, el HV va iniciar la Operació Tempesta, que tenia com a objectiu recuperar els sectors del Nord i del Sud, que abastaven la major part de la RSK. La UNCRO va ser notificada tres hores abans de l'atac, quan Šarinić va trucar a Janvier. A més, cada cos de HV va notificar el sector UNCRO en el camí del seu avenç planificat, i va demanar la confirmació per escrit que la informació havia estat rebuda. L'UNCRO va retransmetre la informació a les autoritats de la RSK. Dos dies més tard, la UNCRO va ser convidada a protegir 35.000 civils serbis que acompanyaven a l'ARSK mentre es retirava cap a Bòsnia i Hercegovina. Van quedar atrapats prop de Topusko quan les tropes de HV van capturar Glina, tancant l'última carretera disponible per a ells. la base del batalló ucraïnès de la UNCRO va ser utilitzada com a escenari de negociacions per a la rendició de l'ARSK Kordun Corps; les negociacions es van dur a terme en presència d'oficials de la UNCRO. El comandant de la UNCRO Sector Nord van signar l'acord de rendició com a testimoni. Aquesta ofensiva també va implicar accions contra els mantenidors de la pau de l'ONU; l'Exèrcit de la República de Bòsnia i Hercegovina, que va donar suport a l'ofensiva de la butxaca de Bihać, va atacar els llocs d'observació d'UNCRO dirigits per tropes poloneses, mentre que les tropes d'HV van utilitzar mantenidors de la pau danesos com a escuts humans. Durant l'ofensiva, l'ARSK va detenir cinc empleats de la seu del Sector Est, diversos vehicles de la UNCRO van ser segrestats i el personal de l'ONU va ser fustigat. Quatre soldats de pau de l'ONU van morir en l'ofensiva, tres com a resultat de les accions de HV, i un a causa del foc ARSK, i 16 van resultar ferits. Les tropes de HV també van destruir 98 llocs d'observació de l'ONU.
Després de les dues ofensives i negociacions dirigides per Akashi, la UNCRO va continuar supervisant l'alto el foc al sector oriental. El paper de la UNCRO en els sectors nord i sud es va limitar a la consolidació de la pau després d'un acord entre les autoritats croates i Akashi. El novembre de 1995, la UNCRO s'havia retirat a Sector Orient. Tot i que l'ONU havia planejat reduir la UNCRO a 4.190 tropes a final de setembre i a aproximadament 2.500 a l'octubre, la força de la missió es va mantenir en més de 7.000 tropes fins al novembre.

## Terminació i conseqüències
La missió de la UNCRO va finalitzar amb la Resolució 1025, aprovada el 30 de novembre de 1995. La resolució es va aprovar arran de l'acord d'Erdut entre Croàcia i representants de serbis en el sector oriental. Va definir mecanismes per a la restauració pacífica de la regió al control croat i va establir un període intermedi que acabava el 15 de gener de 1996, quan l'autoritat havia de ser transferida de la UNCRO a una nova força de transició que es desplegaria a la zona. Quan el període provisional va caducar, el Consell de Seguretat de les Nacions Unides va adoptar resolucions 1037 i 1038, que va establir l'Administració de Transició de les Nacions Unides per a Eslavònia Oriental, Baranja i Srijem Occidental a l'antic Sector Orient i la Missió d'Observadors de les Nacions Unides a Prevlaka. L'inici de les dues noves missions va coincidir amb l'arribada de l'OTAN a Bòsnia i Hercegovina per fer complir els acords de Dayton.
Setze persones de la UNCRO van morir durant la missió: tres soldats kenyans van morir; els batallons txecs, danesos, francesos i russos van perdre dos cadascun; i els contingents argentins, belgues, jordans, polonesos i ucraïnesos van perdre un. Quatre pacificadors de la UNCRO van ser assassinats durant el combat principal a l'àrea de la missió.